# ティー・エヌ・エー
ティー・エヌ・エー（TNA）は、日本のアトリエ系建築設計事務所。武井誠＋鍋島千恵で主宰。
2004年設立。吉岡賞、JIA新人賞、日本建築学会賞など多数受賞。

## おもな人物
- 武井誠（たけい・まこと、1974年-　）
1974年 東京都生まれ。
1997年 東海大学工学部建築学科卒業(山田守賞）。
1997年 東京工業大学大学院塚本由晴研究室研究生＋アトリエ・ワン。
1999年 手塚建築研究所入社。
2004年 TNAを鍋島千恵と設立。
東京大学大学院工学系研究科建築学専攻博士課程修了、博士（工学）。
現在、京都工芸繊維大学特任教授。
- 鍋島千恵（なべしま・ちえ）
1975年 神奈川県生まれ。
1998年 日本大学生産工学部建築工学科卒業 。
1998年 手塚建築研究所入社。
2004年 TNA共同主宰。
現在、法政大学・日本大学非常勤講師

## おもな作品
- 2006年　輪の家　（長野県）
- 2007年　モザイクの家　（東京都）
- 2007年　壇の家　（長野県）
- 2007年　シックイの家　（山梨県）
- 2008年　森のとなり　（東京都）
- 2008年　カタガラスの家　（東京都）
- 2008年　廊の家　（長野県）
- 2009年　方の家　（長野県）
- 2009年　シロガネの家　（東京都）
- 2010年　区の家　（長野県）
- 2011年　キリの家　（東京都）
- 2011年　展の家　（長野県）
- 2012年　カモ井加工紙第三攪拌工場史料館　（岡山県）
- 2012年　オビの家　（東京都）
- 2012年　離の家　（スイス）
- 2013年　カモ井加工紙第二製造工場倉庫　（岡山県）
- 2013年　構の郭　（茨城県）
- 2014年　上州富岡駅　（群馬県）
- 2015年　夏目坂の間　（東京都)
- 2015年　旋の家　（東京都)
- 2017年　カモ井加工紙mt倉庫　（岡山県)
- 2018年　層の家　（東京都）
- 2019年　十番コアビルII　（東京都）
- 2020年　森の離れ　（長野県）

## 受賞歴
- 2007年　平成19年　東京建築士会住宅建築賞　「輪の家」
- 2007年　Record Houses 2007　「輪の家」
- 2007年　AR AWARD 2007 COMMENDED　「輪の家」
- 2008年　Wallpaper Design Awards 2008 最優秀賞　「輪の家」
- 2008年　第3回木質建築空間デザインコンテスト　優秀賞　「輪の家」
- 2008年　AR AWARD 2008 入賞「モザイクの家」
- 2009年　DETAIL Prize 2009 ガラス部門　大賞　「輪の家」
- 2009年　第25回　吉岡賞　「カタガラスの家」
- 2009年　平成21年　東京建築士会住宅建築賞　「カタガラスの家」
- 2010年　JIA新人賞　「カタガラスの家」
- 2010年　AR HOUSE 2010 入賞 「廊の家」
- 2010年　DETAIL Prize 2011 ガラス部門　入賞 「方の家」
- 2011年　上州富岡駅舎設計提案競技　最優秀賞
- 2012年　AR AWARD 2012 「カモ井加工紙第三撹拌工場史料館」
- 2014年　第6回 JIA中国建築大賞 特別賞 「カモ井加工紙第三撹拌工場史料館」
- 2014年　第12回 ブルネル賞 「上州富岡駅」
- 2014年　2014年度 グッドデザイン賞 「上州富岡駅」
- 2015年　2015年度 日本建築学会賞 「上州富岡駅」
- 2015年　平成27年 東京建築士会住宅建築賞 「構の郭」
- 2015年　第56回 BCS賞　特別賞 「上州富岡駅」
- 2016年　Record Houses 2016 「旋の家」
- 2017年　2A ASIA AWARD 「KAMOI FACTORY」